# 朝香祥
朝香 祥（あさか しょう、10月8日 - ）は小説家。富山県高岡市出身、神奈川県横浜市在住。
『湖の瞳をしている』（集英社コバルト掲載）にてデビュー。 主に、日本神話や『三国志』を基にした小説や、ファンタジー世界を舞台とするライトノベルの他、同人誌なども執筆。

## 作品リスト
括弧内はイラスト担当者    

### 集英社スーパーファンタジー文庫
- 夏嵐 緋の夢が呼ぶもの （北条北見）

### コバルト文庫
- 現は夢、久遠の瞬き（鈴木理華）
- 「かぜ江」シリーズ（桑原祐子）
  - 旋風は江を駆ける（上・下）
  - 江のざわめく刻
  - 二竜争戦 星宿、江を巡る
  - 鳳凰飛翔 華焔、江を薙ぐ
  - 旋風の生まれる処（上・下）
  - 青嵐の夢
  - 華の名前
  - 花残月
  - 約束の時へ
- 「ジャンクソード」シリーズ（極楽院櫻子）
  - ジャンクソード
  - 水の戯れ ジャンクソード2
- 「明日香幻想」シリーズ （張間瀚多）
- 「お祓い屋」シリーズ（穂波ゆきね）
  - フェイクスイーパー! 高原御祓事務所始末記
  - セカンドステップ 高原御祓事務所始末記
  - ホーンテッドスクール 高原御祓事務所始末記

### 角川ビーンズ文庫
- 「キターブ・アルサール」シリーズ
  - 赫い沙原 キターブ・アルサール（あづみ冬留）
  - 蒼い湖水 キターブ・アルサール（あづみ冬留）
  - 皓い道途 キターブ・アルサール（あづみ冬留）
  - 不機嫌なイマナ キターブ・アルサール（鈴木理華）
  - 風の呼ぶ声 キターブ・アルサール
- 「スパイラルカノン」シリーズ（成瀬かおり）
  - スパイラルカノン 狩人は夜に目醒める
  - エターナルナイト スパイラルカノン
- 「三国志（かぜ江）」
  - 運命の輪が廻るとき（穂波ゆきね）

### パレット文庫
- うそつきな瞳（穂波ゆきね）
- 天空の刻印（上・下）（桑原祐子）
- 空の門より出るもの（藤臣美弥子）
- 螺旋の月（上田信舟）

### マッグガーデンノベルス
- EREMENTAR GERAD（原作・イラスト:東まゆみ）

### 角川スニーカー文庫
- コードギアス 反逆のルルーシュ 生徒会事件簿（コードギアスシリーズ/イラスト:As'まりあ・AKIRA）
- コードギアス 反逆のルルーシュ 生徒会事件簿R2（コードギアスシリーズ/イラスト:As'まりあ・AKIRA）

### 角川書店
- 天翔る旋風 三国志断章

### その他
- Idus Martiae（コミックブレイドZEBEL Vol.2掲載の読み切り漫画。原作担当。作画:あやめぐむ）